# Cerkiew Narodzenia Najświętszej Maryi Panny w Wietlinie
Cerkiew Narodzenia Najświętszej Maryi Panny w Wietlinie – parafialna cerkiew greckokatolicka, wzniesiona w latach 1818–26 w Wietlinie.
Po 1947 cerkiew przejęta przez Kościół rzymskokatolicki. Pełni funkcję kościoła parafialnego Narodzenia Najświętszej Maryi Panny w Wietlinie. Od 1993 współużytkowana ponownie przez grekokatolików.
Świątynię wraz z dzwonnicą i ogrodzeniem wpisano w 2007 do rejestru zabytków.

## Historia obiektu
Cerkiew zbudowano w latach 1818–26 w typie bizantyjsko-ukraińskim. W 1915 cerkiew została poważnie uszkodzona w czasie działań wojennych. Restaurowana w latach 1969–72.

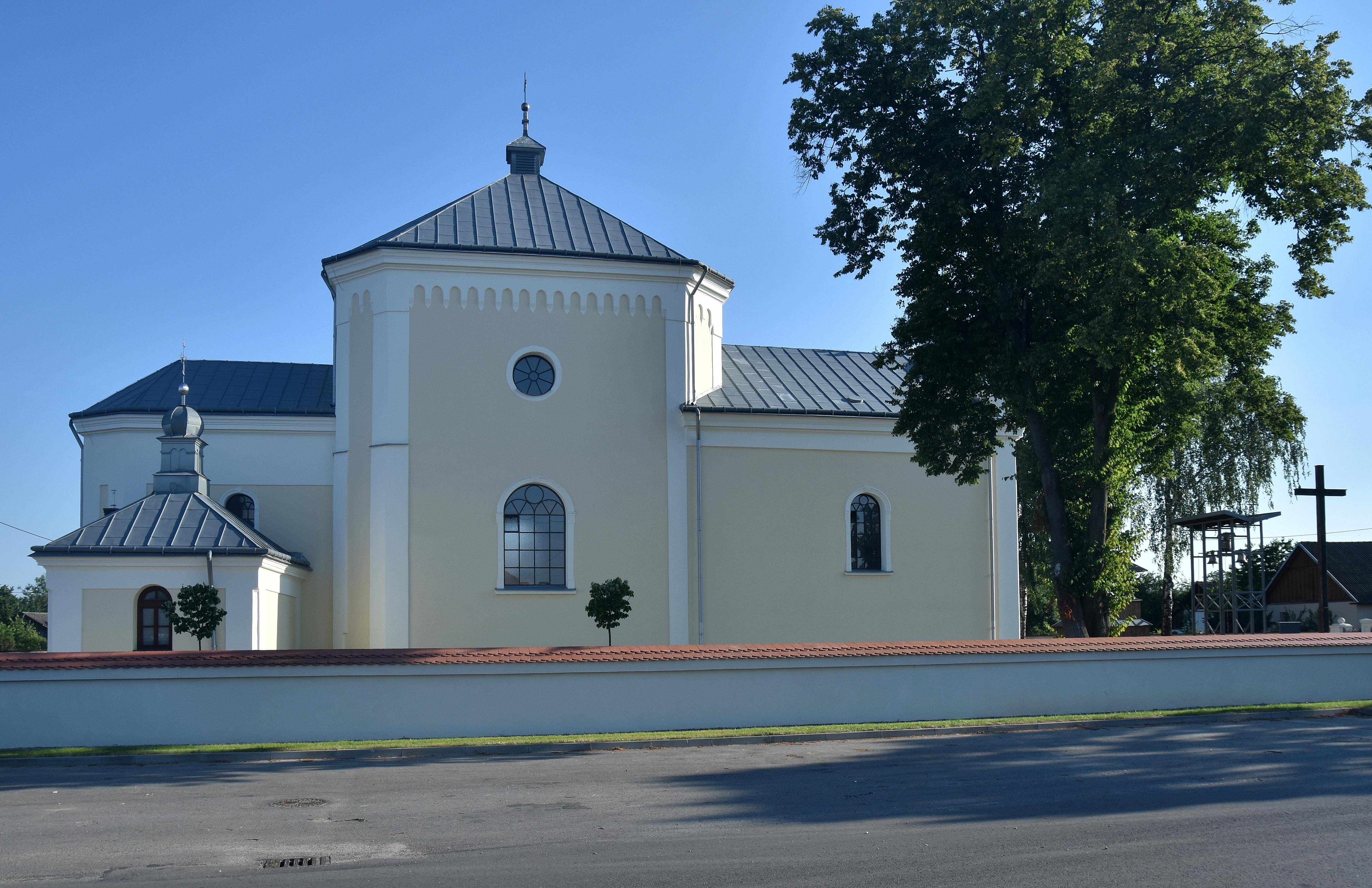
Widok od północnej
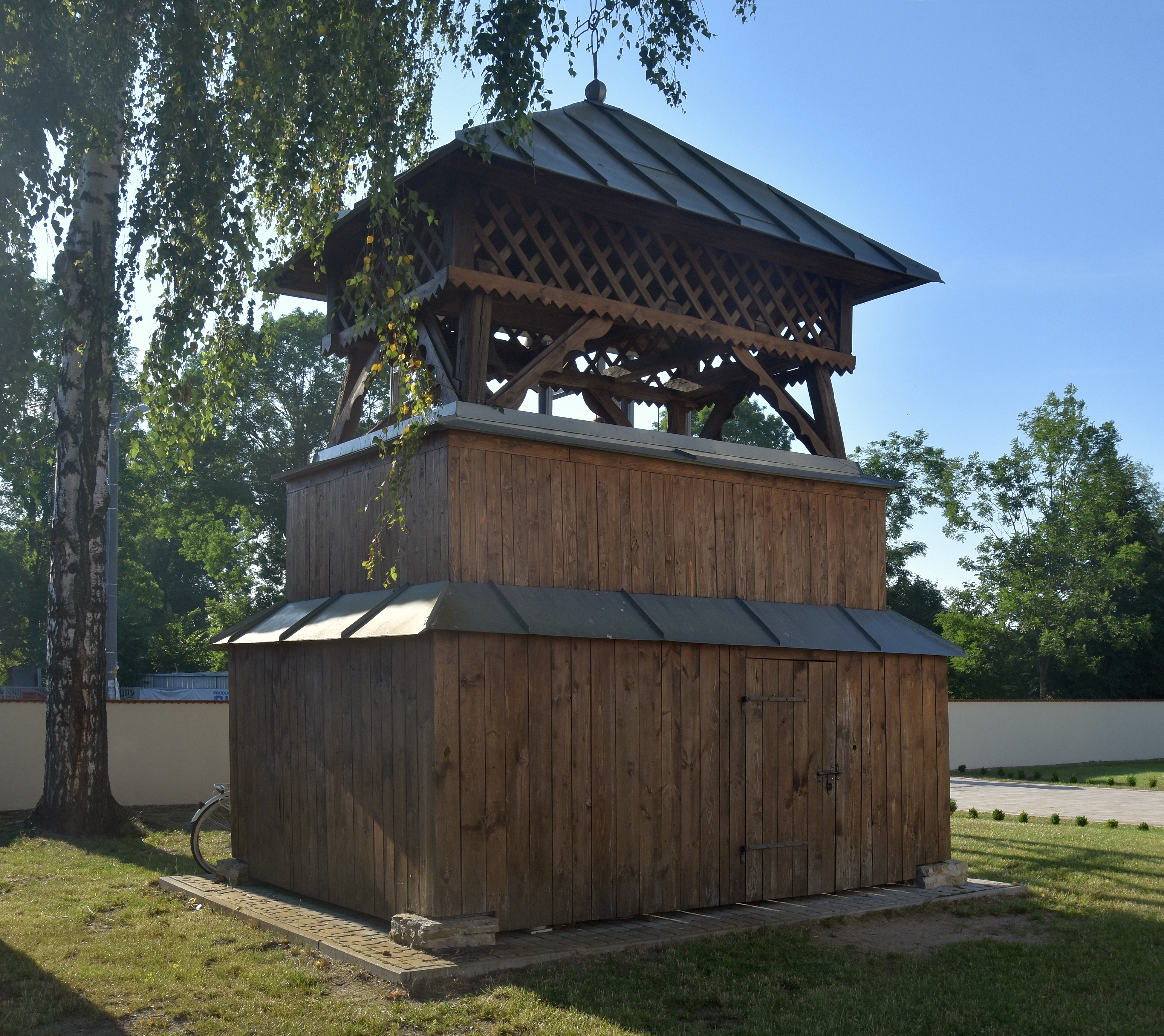
Dzwonnica
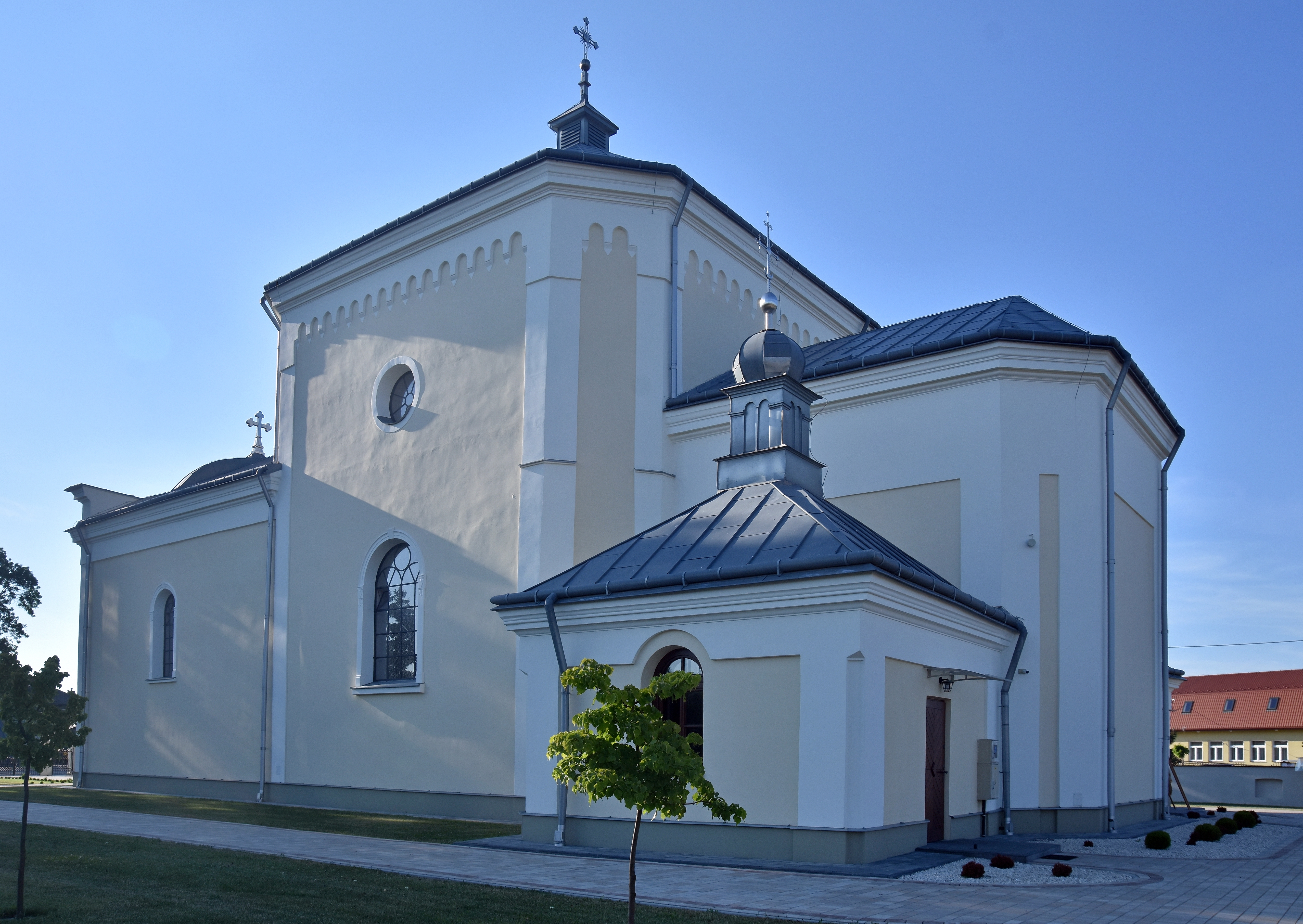
Widok od strony prezbiterium

## Architektura i wyposażenie
Cerkiew murowana, otynkowana. Prezbiterium węższe od nawy, zamknięte trójbocznie. Przy jego bokach dwie zakrystie. Szersza prostokątna nawa o narożnikach ściętych od wschodu. Cerkiew pierwotnie zwieńczona była trzema drewnianymi kopułami, które spłonęły wraz z dachem w 1915 i nie zostały odbudowane. W trakcie remontu założono obecnie istniejące dachy: nad nawą wielospadowy, zwieńczony niewielką wieżyczką na sygnaturkę, na zakrystiach czterospadowe z wieżyczkami-latarniami i niewielkimi baniami.
Wnętrze zdobi polichromia wykonana w 1975 przez Macieja Kauczyńskiego.

## Wokół cerkwi
Obok świątyni znajduje się drewniana dzwonnica konstrukcji słupowej, na rzucie kwadratu, nakryta dachem brogowym. Zbudowana w XVIII w. Cerkiew otacza murowane ogrodzenie z bramą kowalskiej roboty z XIX w.. 